# Fluent interface
Fluent interface (біжучий чи текучий інтерфейс) в програмуванні — спосіб конструювання об'єктно-орієнтованого API, в якому читабельність коду є близькою до звичайного прозового тексту. Термін вперше був застосований Еріком Евансом та Мартіном Фаулером. Нижче подано приклад для фреймворку тестування JMock: .
```
mock
.
expects
(
once
()).
method
(
"m"
).
with
(
 
or
(
stringContains
(
"hello"
),

                                          
stringContains
(
"howdy"
))
 
);

```

## Історія
Термін "fluent interface" з'явився в кінці 2005, хоча подібний підхід використовувався в Smalltalk ще в 1970-х, та в інших в 1980-их. Типовим прикладом є бібліотека iostream в мові C++, де використовуються оператори << та >> для передачі повідомлень, багатократної пересилки даних до одного і того самого об'єкта.

## Приклади

### C++
Нижче наведено приклад, де fluent interface обгортка застосована поверх більш традиційного інтерфейсу C++:

### Python
В мові Python використовують повернення `self` в методі.